# 白登朗吉
白登朗吉（1938年—1988年），男，藏族，四川巴塘人，中国作曲家，曾任中国音乐家协会理事。